# Георгенсгминд
Георгенсгминд (њем. Georgensgmünd) општина је у њемачкој савезној држави Баварска. Једно је од 16 општинских средишта округа Рот. Према процјени из 2010. у општини је живјело 6.709 становника. Посједује регионалну шифру (AGS) 9576121.

## Географски и демографски подаци
Георгенсгминд се налази у савезној држави Баварска у округу Рот. Општина се налази на надморској висини од 358 метара. Површина општине износи 46,9 km². У самом мјесту је, према процјени из 2010. године, живјело 6.709 становника. Просјечна густина становништва износи 143 становника/km².